# Ivano Brugnetti
Ivano Brugnetti (Milano, 1º settembre 1976) è un ex marciatore italiano, medaglia d'oro nella 20 km ai Giochi olimpici di Atene 2004.

## Biografia
Nel suo palmarès Brugnetti vanta anche un titolo mondiale sui 50 km di marcia, assegnatogli dopo la squalifica per doping del russo German Skurygin, il primo a tagliare il traguardo ai Mondiali di atletica leggera di Siviglia del 1999. Brugnetti era arrivato secondo, e sul podio fu premiato con la medaglia d'argento. Solo due anni dopo, ratificata la squalifica del russo, Brugnetti venne dichiarato campione mondiale per gli annali statistici.
Dopo quei mondiali, la carriera agonistica di Brugnetti fu travagliata da infortuni. Non riuscendo più ad ottenere risultati di alto livello nelle 50 km, decise di concentrarsi sulle distanze inferiori. La scelta si è rivelata vincente: ai Giochi olimpici del 2004 Brugnetti ha centrato l'oro della 20 km, e finalmente ha avuto la soddisfazione di salire sul gradino più alto del podio.
Nel mese di luglio del 2005, stabilisce sulla pista dove si allenava nel quotidiano, il record italiano sui 10.000 metri di marcia con il tempo di 37'58"6. Ai Campionati del mondo di atletica leggera 2005 a Helsinki ha preso il via nella 20 km di marcia, ma si è ritirato dopo 12 km per problemi di stomaco.
Nel 2007, è secondo in Coppa Europa di marcia, a Royal Leamington Spa (Regno Unito), con 1h19'36 dietro il francese Yohann Diniz, vincitore a sorpresa sotto la pioggia.
Nel 2008 ai Giochi olimpici di Pechino si classifica 5º dietro a Valerij Borčin (Russia, 1h19'01"), Jefferson Pérez (Ecuador, 1h19'15"), Jared Tallent (Australia 1h19'42"), dopo una gara condotta per buon tempo e viziata da due proposte di squalifica.
Allenato dal prof. Antonio La Torre, uno dei massimi esperti di marcia in Italia e nel mondo, in collaborazione con Roberto Vanzillotta maestro di La Torre, si allenava quotidianamente tra gli alberi del Parco Nord Milano e sulla pista Pino Dordoni di Sesto San Giovanni insieme al compagno di allenamento Alessandro Gandellini.
Chiude la carriera agonistica il 15 ottobre 2011 in occasione della sesta tappa del Grand Prix FIDAL di marcia allo Stadio dei Marmi di Roma. Pur non prendendo parte alla gara, Brugnetti dà l'addio all'agonismo con un ultimo giro di pista in compagnia del pluri-campione olimpico Robert Korzeniowski.. Nel luglio del 2012 ha preso il titolo istruttore di fitwalking.

## Record nazionali

### Seniores
- Marcia 5000 metri indoor: 18'08"86 ( Ancona, 17 febbraio 2007)
- Marcia 10000 metri: 37'58" ( Sesto San Giovanni, luglio 2005)

## Palmarès
| Anno | Manifestazione          | Sede       | Evento       | Risultato | Prestazione | Note                          |
| ---- | ----------------------- | ---------- | ------------ | --------- | ----------- | ----------------------------- |
| 1999 | Mondiali                | Siviglia   | Marcia 50 km | Oro       | 3h47'54"    | Miglior prestazione personale |
| 2000 | Giochi olimpici         | Sydney     | Marcia 50 km | dnf       | dnf         |                               |
| 2004 | Giochi olimpici         | Atene      | Marcia 20 km | Oro       | 1h19'40"    |                               |
| 2005 | Mondiali                | Helsinki   | Marcia 20 km | dnf       | dnf         |                               |
| 2006 | Europei                 | Göteborg   | Marcia 20 km | 17º       | 1h27'42"    |                               |
| 2007 | Mondiali                | Osaka      | Marcia 20 km | dq        | dq          |                               |
| 2008 | Giochi olimpici         | Pechino    | Marcia 20 km | 5º        | 1h19'51"    |                               |
| 2009 | Giochi del Mediterraneo | Pescara    | Marcia 20 km | Oro       | 1h22'33"    | Record dei campionati         |
| 2009 | Mondiali                | Berlino    | Marcia 20 km | dnf       | dnf         |                               |
| 2010 | Europei                 | Barcellona | Marcia 20 km | dnf       | dnf         |                               |

## Campionati nazionali
- 4 volte campione nazionale assoluto di marcia 10000 m (1999, 2006, 2008, 2009)
- 2 volte campione nazionale assoluto di marcia 20 km (2003, 2004)
- 4 volte campione nazionale assoluto indoor di marcia 5000 m (2001, 2007, 2008, 2009)

## Altre competizioni internazionali
2007
- Argento in Coppa Europa di marcia ( Leamington Spa), marcia 20 km

2009
- Argento in Coppa Europa di marcia ( Metz), marcia 20 km

## Onorificenze
- Distintivo dello sport con Stella d'Oro

Roma, 2002 - Stato Maggiore della Difesa